# Дурах
Дурах (нім. Durach) — громада в Німеччині, знаходиться в землі Баварія. Підпорядковується адміністративному округу Швабія. Входить до складу району Оберальгой.
Площа — 20,74 км2. Населення становить 7260 ос. (станом на 31 грудня 2020).